# Nicolas Glimois
 (novembre 2016).
 (novembre 2016).
Si vous disposez d'ouvrages ou d'articles de référence ou si vous connaissez des sites web de qualité traitant du thème abordé ici, merci de compléter l'article en donnant les références utiles à sa vérifiabilité et en les liant à la section « Notes et références ».
Nicolas Glimois, né le 9 juillet 1968 à Quimper (Finistère), est un journaliste et réalisateur français de documentaires. Il est également scénariste de fictions.

## Biographie
Nicolas Glimois est diplômé de l’Institut d'études politiques de Bordeaux (promotion 1989) et de l’École supérieure de commerce de Reims (promotion 1991). Économiste puis affréteur au sein des salles de marché de la société Elf Trading (direction du commerce international et des transports maritimes du groupe Elf), de 1992 à 1996, il reprend ses études au sein du mastère spécialisé Media de l’École supérieure de commerce de Paris (MS-Media ESCP Europe), dont il sort diplômé en 1997.
Il est depuis 1998 journaliste et réalisateur indépendant avec à son actif plus de cinquante documentaires et reportages réalisés pour la télévision (110, 90, 75, 52 et 26 minutes pour France 2, France 3, France 5, Arte, Canal +, Tf1, etc.)
Il a coécrit pour France 5 la série documentaire Intox avec Arnaud Hamelin, également producteur de la série.
Nicolas Glimois est lauréat du prix Albert-Londres audiovisuel, attribué en 1999 pour le documentaire Les Blanchisseuses de Magdalen diffusé sur France 3, dont le long métrage The Magdalene Sisters de Peter Mullan est inspiré (Lion d'or à la Mostra de Venise).
Il réalise avec Grégoire Margotton le documentaire 98, secrets d'une victoire, retraçant le parcours victorieux de l'Équipe de France de football à la Coupe du monde de 1998, grâce aux témoignages de l'ensemble des joueurs et des membres du staff vingt ans après ; le programme est diffusé pour la première fois sur TF1 le 10 juin 2018.
Il réalise avec Jean-François Colosimo le documentaire Turquie, nation impossible diffusé sur Arte le 29 octobre 2019.

## Filmographie
Œuvres principales
- Les Blanchisseuses de Magdalen (avec Christophe Weber) - France 3
- Les Carnets de mort d'Anatole Deibler - Histoire
- Disparus en mission  (avec Christophe Weber) - Doc en stock 2007 - France 5
- Coca-Pepsi : Une guerre de cent ans[4] - France 5
- Des médecins et des juges - France 2
- Tempête dans un verre de vin - France 5
- Un débarquement à quitte ou double (avec l’écrivain Gilles Perrault) - France 3
- Les Derniers Jours d’Ayrton Senna[5] - France 5
- Les Derniers Jours d'Yitzhak Rabin - France 5
- Faut-il avoir peur du Pakistan ? - France 5
- L'Affaire des poisons[6] (magazine L'Ombre d'un doute) - France 3
- Argent sale, le poison de la finance[7] - France 5
- Paris 2014, coulisses d'une élection[8] (avec Thomas Legrand) - Canal+
- Steve Jobs - Bill Gates[9] (collection Duels) - France 5
- Les Enfants du péché (avec Saskia Weber) - France 2
- Le Val-de-Grâce, l’hôpital de la République - France 3
- Les Années de plomb, une tragédie italienne[10] – Série-documentaire « Intox » - France 5
- 98, Secrets d'une Victoire - TF1
- Turquie, nation impossible - Arte
- Pesticides, l'hypocrisie européenne - Arte
- Quand l'Afrique sauva la France - Histoire TV/TV5 Monde
- Henry Ford, l'inventeur du siècle américain - France 5

Nicolas Glimois a également réalisé dix-huit épisodes de l'émission Faites entrer l'accusé, diffusée sur France 2, dont : 
- Thierry Paulin, le tueur de vieilles dames[11]
- La Disparition du pasteur Doucé[12]
- L’Affaire du gendarme Alain Lamare[13]
- L’Assassinat de Pierre Goldman[14]
- Jean-Pierre Treiber, l'affaire Giraud-Lherbier
- La Tuerie du Grand-Bornand[15]
- Marc Machin, les meurtres du pont de Neuilly[16]
- Le Crime fou de Stéphane Moitoiret[17]

## Récompenses
- Prix Albert-Londres 1999 pour Les Blanchisseuses de Magdalen
- Prix spécial du jury au Figra 2016 pour Les Enfants du péché (Festival international du grand reportage d’actualité et du documentaire de société, dans la catégorie « Compétition internationale + de 40 minutes »)